# Rupt
 Rupt  es una población y comuna francesa, en la región de Champaña-Ardenas, departamento de Alto Marne, en el distrito de Saint-Dizier y cantón de Joinville.

## Demografía
| 216 | 252 | 301 | 338 | 315 | 307 |
| Para los censos de 1962 a 1999 la población legal corresponde a la población sin duplicidades (Fuente: INSEE [Consultar]) |     |     |     |     |     |